# Simple Machines Forum
Simple Machines Forum (SMF) — свободный интернет-форум, написанный на PHP с использованием базы данных MySQL. Разрабатывается командой разработки Simple Machines.

## История
Историю развития SMF можно проследить ещё от форумного движка YaBB, написанного на Perl. Спустя некоторое время YaBB был переписан на PHP и стал называться YaBB SE.
По мере того как YaBB SE развивался, он становился все больше, и к тому времени появились некоторые аспекты, требующие переделки и усовершенствования проекта. Было принято решение, что лучше всего отделиться от YaBB SE, потому как это было нечто иное, чем YaBB. Самым правильным решением было отказаться от всего что наработано и начать все заново. С этого и началось развитие SMF.
29 сентября 2003 года была выпущена первая версия SMF 1.0 beta1, которая распространялась только для группы Charter Member. Это было большим минусом, так как форум мог использовать только ограниченный круг людей, входивших в состав данной группы. 10 марта 2004 года вышел первый общедоступный релиз SMF.
SMF создавался как замена интернет-форуму YaBB SE, который приобрел плохую репутацию из-за проблем его аналога, разработанного на Perl с подобным названием — YaBB.
Первые версии YaBB были известны проблемой производительности и были требовательны к ресурсам. YaBB SE был написан как примерный PHP-порт YaBB, но при этом он был менее требователен к ресурсам и даже лишён проблем с безопасностью.
SMF стартовал как небольшой проект одного из разработчиков YaBB SE, и с целью расширить возможности шаблонов YaBB SE. С тех пор проект постепенно расширялся: добавлялась общая функциональность «заказанная» пользователями, решались проблемы производительности и вопросы безопасности.
Версия 2.0 форума объявлена 8 апреля 2007. Публичный бета-релиз был выпущен 17 марта 2008.
К основным нововведениям относятся:
- Абстракция базы данных: планируется поддержка PostgreSQL и SQLite.
- Центр модерации, объединяющий все функции модерации для всех модераторов, а также позволяющий осуществлять премодерацию тем, сообщений и вложений, если это будет необходимо.
- Система предупреждений пользователей
- Дополнительное управление группами пользователей такими как модераторы, а также свободные группы и группы по запросу.
- Поддержка OpenID. Возможность использовать OpenID-аккаунт для регистрации и входа на форум.
- Дополнительные поля в профилях пользователей.
- WYSIWYG-редактор для обеспечения интуитивно понятного интерфейса пользователя.
- Диспетчер задач и система очереди сообщений

11 июня 2011 вышла финальная версия SMF 2.0 под лицензией BSD.
3 сентября 2012 выпущен первый публичный альфа-релиз следующей версии движка SMF 2.1, полный цикл разработки которой от стадии Alpha до релиза занял 10 лет. Публичный релиз версии 2.1 состоялся 9 февраля 2022 года.
5 ноября 2023 года разработчики объявили, что начали работу над SMF 3.0. Наиболее крупным изменением 3.0 станет массивная переработка кода движка с целью его соответствия современным стандартам объектно-ориентированного программирования.

## Лицензия
SMF 1.0 и 1.1 публикуются под проприетарной лицензией. В то время как с открытым исходным кодом, перераспределение и / или распространение модифицированных компонентов ограничено уполномоченным органам.
Simple Machines Forum версии 2.0 и 2.1 под лицензией BSD 3-п. Это также открытый исходный код с перераспределением модифицированного кода в зависимости от требований к BSD.

## Локализация
SMF доступен на 43 языках, включая русский, албанский, английский, арабский, болгарский, венгерский, голландский, греческий, иврит, испанский, итальянский, каталанский, китайский, немецкий, норвежский, персидский, польский, португальский, румынский, тайский, турецкий, украинский, финский, французский и шведский. Он может быть переведён на отсутствующие языки добровольцами.

## Модификации
У SMF есть базовый репозиторий для бесплатного хранения и отслеживания модификаций через сайт Simple Machines. Множество модификаций, также известных как «моды», создаются и распространяются на бесплатной основе, включая видеоигры, дополнения для профилей, одобрение сообщений модератором, гороскоп, и многие другие,  находящиеся в разработке.
Менеджер пакетов, включённый в SMF — одно из его главных достоинств. Он позволяет администратору устанавливать модификации и обновления для SMF без необходимости изменять исходный код скриптов, обычно при помощи всего нескольких кликов мышью.

## Поддержка
Команда поддержки SMF и его пользователи предоставляют бесплатную помощь на официальном форуме сообщества. В их обязанности входит помощь владельцам форумов в поиске неисправностей и оптимизации.

## Команда SMF
Над SMF работают более 50 человек, в том числе:
- 3 менеджера
- 6 разработчиков
- 3 документатора

Девиз команды: «Малочисленные, гордые, увлечённые!» (The few, the proud, the geeky! (англ.))